# 奈良市立富雄中学校
奈良市立富雄中学校（ならしりつ とみおちゅうがっこう）は、奈良県奈良市三碓二丁目にある公立中学校。

## 沿革
- 1947年 - 富雄村立富雄中学校開校。
- 1955年 - 奈良市立富雄中学校と改称。

## 生徒数
- 2006年 - 800人
- 2007年 - 785人

## 部活動

### 運動部
- 硬式テニス部 （男子のみ）
- ソフトテニス部 （女子のみ）
- バレーボール部
- バスケットボール部
- 卓球部
- 剣道部
- 野球部
- サッカー部 （男子のみ）
- ソフトボール部 （女子のみ）

### 文化部
- 吹奏楽部
- 美術部
- 茶道部
- 七宝焼部
- 電子技術部
- 創作漫画部
- 囲碁将棋部
- ボランティア部

## 校区
- 奈良市立富雄北小学校
- 奈良市立鳥見小学校
- 奈良市立三碓小学校の校区の一部

## 校区が隣接している学校
- 奈良市立富雄第三中学校
- 奈良市立富雄南中学校
- 奈良市立二名中学校
- 生駒市立生駒中学校